# الفصل (طيران)
في مراقبة الحركة الجوية، الفصل (separation) هو اسم لمفهوم إبقاء الطائرة خارج الحد الأدنى من المسافة عن طائرة أخرى لتقليل مخاطر اصطدام تلك الطائرات، وكذلك منع الحوادث بسبب عوامل ثانوية، مثل أعقاب الاضطراب. يمكن أن ينطبق الفصل أيضًا على التضاريس والعقبات والمجال الجوي المتحكم فيه، حيث يجب أن تبقى الطائرة على مسافة لا تقل عن كتلة من المجال الجوي؛ على سبيل المثال، يجب أن تتم الموافقة على جميع الطائرات من قبل المراقب الذي «يمتلك» المجال الجوي قبل الموافقة على دخول الطائرة إلى هذا القطاع.

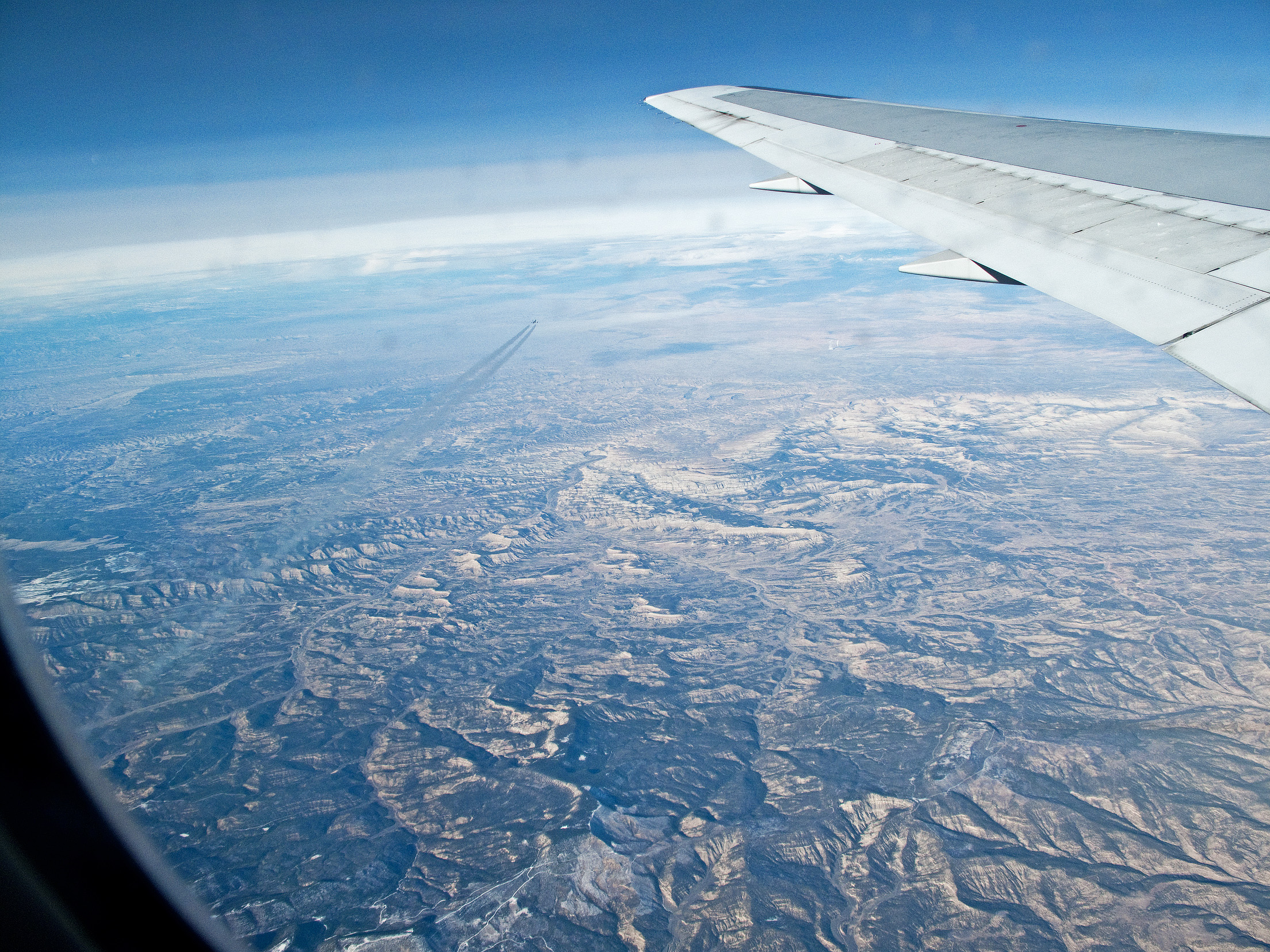
الفصل على ارتفاع العبور (الطائرات المارة أدناه).

يطبق مراقبو الحركة الجوية القواعد، المعروفة باسم الحدود الدنيا للفصل (separation minima)، للقيام بذلك. يقال إن أزواج الطائرات التي تم تطبيق هذه القواعد عليها بنجاح مفصولة: وبالتالي فإن خطر اصطدام هذه الطائرات بعيد. في حالة فقدان الفصل بين طائرتين، يقال أنهما في تشابك (conflict).
عندما تمر طائرة خلف طائرة أخرى أو تتبعها، يتم تطبيق الحدود الدنيا لأعقاب الاضطراب بسبب تأثير دوامات قمة الجناح للطائرة السابقة على الطائرة التالية. تختلف هذه الحدود الدنيا حسب الحجم النسبي للطائرتين. هذا أمر حاد عند الاقتراب النهائي مع طائرة أصغر تتبع طائرة أكبر.

## الحاجة
من المفاهيم الخاطئة الشائعة أن مراقبي الحركة الجوية يفصلون بين جميع الطائرات. يعتمد ما إذا كانت الطائرات تحتاج بالفعل إلى الفصل على فئة المجال الجوي الذي تطير فيه الطائرة، وقواعد الطيران التي بموجبها يقوم الطيار بتشغيل الطائرة. وفقًا لما ذكرته إدارة الطيران الفيدرالية الأمريكية، يتحمل الطيار المسؤولية النهائية عن ضمان الفصل المناسب وتحديد موقع الطائرة في منطقة المحطة لتجنب أعقاب الاضطراب الناتج عن الطائرة السابقة.
هناك ثلاث مجموعات من قواعد الطيران يمكن بموجبها قيادة الطائرة:
- قواعد الطيران المرئي (VFR)
- قواعد الطيران المرئي الخاصة (SVFR)
- قواعد الطيران الآلي (IFR)

يتم تشغيل رحلات النقل العام بشكل حصري تقريبًا بموجب قواعد الطيران المرئي (VFR)، حيث تسمح مجموعة القواعد هذه بالطيران في المناطق ذات الرؤية المنخفضة (مثل السحاب). من ناحية أخرى، يتم إجراء قدر كبير من الطيران الخاص في الطائرات الخفيفة باستخدام بموجب قواعد الطيران المرئي (VFR) لأن هذا يتطلب مستوى أقل من مهارة الطيران من جانب الطيار، وظروف الأرصاد الجوية التي يمكن للطيار أن يرى فيها ويتجنب الطائرات الأخرى. كما يوحي اسمها، فإن قواعد الطيران المرئي الخاصة (SVFR) عبارة عن مجموعة قواعد خاصة مستخدمة بشكل غير متكرر. لأغراض الفصل، تعتبر وحدات التحكم أن قواعد الطيران المرئي الخاصة (SVFR) هو نفسه قواعد الطيران الآلي (IFR).
يوجد المجال الجوي في سبع فئات، من (A) إلى G، بترتيب تنازلي لتنظيم مراقبة الحركة الجوية. يتم التحكم في الفئات من (A) إلى E في المجال الجوي والفئة G هي مجال جوي غير متحكم فيه. في أحد طرفي المقياس في المجال الجوي للفئتين (A) و (B)، يجب فصل جميع الطائرات عن بعضها البعض. في الطرف الآخر من المقياس في المجال الجوي من الفئة G، لا توجد حاجة لفصل أي طائرة عن بعضها البعض. في الفئات المتوسطة، يتم فصل بعض الطائرات عن بعضها وفقًا لقواعد الطيران التي تعمل الطائرات بموجبها. على سبيل المثال، في المجال الجوي من الفئة D، يتم فصل طائرات (IFR) عن طائرات (IFR) الأخرى، ولكن ليس من طائرات (VFR)، ولا يتم فصل طائرات (VFR) عن بعضها البعض.

## الفصل الرأسي
بين السطح وارتفاع 29,000 قدم (8,800 م)، يجب ألا تقترب أي طائرة رأسيًا من 300 متر، ما لم يتم توفير شكل من أشكال الفصل الأفقي (ملاحظة: بالنسبة للبلدان التي تقيس الارتفاع بالأقدام، لوحظ وجود 1000 قدم كحد أدنى بدلاً من 984.252 قدمًا الموجودة في 300 متر). فوق 29,000 قدم (8,800 م)، يجب ألا تقترب أي طائرة من مسافة تزيد عن 600 متر (أو 2000 قدم)، باستثناء المجال الجوي حيث يمكن تطبيق الحد الأدنى للفصل الرأسي (RVSM).

### تقليل الفصل العمودي بين الطائرات
في مجال جوي معين، بين 29000 و 41,000 قدم (12,500 م)، يمكن فصل أزواج الطائرات المجهزة بمقياس الارتفاع الحديث وأنظمة الطيار الآلي عموديًا بما لا يقل عن 1,000 قدم (300 م) بدلاً من 2,000 قدم (600 م).
يشمل المجال الجوي للحد الأدنى للفصل الرأسي أوروبا وأمريكا الشمالية وأجزاء من آسيا وأفريقيا والمحيط الهادئ والمحيط الأطلسي. في المناطق التي توجد بها إمكانات الحد الأدنى للفصل الرأسي، يمكن استخدام 1000 قدم من الفصل الرأسي حتى FL410 (41000 قدم) و 2000 بين FL410 و FL600 (60.000) قدم). 5000 يجب تطبيق الفصل الرأسي بالقدم على الطائرات العسكرية التي تزيد عن FL600 أو الحد الأدنى للفصل الرأسي أو لا.
يمكن تطبيق فصل «مرسى» بواسطة الطائرات العسكرية، الأمر الذي يلغي كل هذه القواعد. في ظل ظروف مرسى (تحمل المسؤولية العسكرية عن الطائرات المنفصلة)، يحمي مراقبو الحركة الجوية فقط كتلة من المجال الجوي حول طائرات عسكرية متعددة. يتم التعامل معها على أنها واحدة، ويتم منحها علامة بيانات واحدة فقط في نطاق وحدة التحكم.

## الفصل الأفقي
إذا تم فصل أي طائرتين بأقل من الحد الأدنى للفصل الرأسي، فيجب أن يوجد شكل من أشكال الفصل الأفقي.

### الفصل الإجرائي
الفصل الإجرائي هو الفصل بناءً على موقع الطائرة، بناءً على التقارير التي يقدمها الطيارون عبر الراديو. لذلك لا يتطلب بالضرورة استخدام الرادار لتوفير مراقبة الحركة الجوية باستخدام الحدود الدنيا للفصل الإجرائي. في المراقبة الإجرائية، يقال إن أي فترة لا يتم خلالها فصل طائرتين عموديًا هي «تغيير في المستوى». في بعض الحالات، يتم توفير الحدود الدنيا للفصل الإجرائي للاستخدام مع مساعدة الرادار، ولكن من المهم عدم خلط هذا مع فصل الرادار كما في الحالة السابقة، لا يلزم بالضرورة اعتماد الرادار للاستخدام لأغراض فصل الرادار، فالفصل هو لا يزال إجرائيا.

#### الفصل الجانبي
تعتمد الحدود الدنيا للفصل الجانبي عادةً على موقع الطائرة كما هو مستمد بصريًا، أو من الحساب الميت أو مصادر الملاحة الداخلية، أو من مساعدات الملاحة اللاسلكية («منارات»).
في حالة المنارات، ليتم فصلها، يجب أن تكون الطائرة على مسافة معينة من المنارة (تقاس بالوقت أو بواسطة DME) ويجب أن تتباعد مساراتها إلى أو من المنارة بزاوية دنيا.
يمكن تحديد الفصل الجانبي الآخر من خلال جغرافية المسارات المحددة مسبقًا، على سبيل المثال نظام مسار شمال الأطلسي.

#### الفصل الطولي
إذا لم يتم فصل طائرتين بشكل جانبي، وتتبعان مسارات في حدود 45 درجة من بعضهما البعض (أو متبادل)، فيقال إنهما تتبعان نفس المسار ويجب أن يوجد شكل من أشكال الفصل الطولي.
يمكن أن يعتمد الفصل الطولي على الوقت أو المسافة كمقياس بواسطة DME. القاعدة الذهبية هي قاعدة العشر دقائق: لا يجب أن تأتي طائرتان تتبعان نفس المسار في غضون 15 دقيقة من وقت الطيران لبعضهما البعض. في المناطق ذات الغطاء الملاحي الجيد، يقل هذا إلى 10 دقائق؛ إذا كانت الطائرة السابقة أسرع من الطائرة التالية، فيمكن تقليل ذلك بشكل أكبر اعتمادًا على الاختلاف في السرعة.
يُقال إن الطائرات التي ينقسم مسارها عند أكثر من 45 درجة تتقاطع، وفي هذه الحالة لا يمكن تطبيق الفصل الطولي لأنه لن يمر وقت طويل قبل أن يعود الفصل الجانبي مرة أخرى.

### فصل الرادار
يتم تطبيق الفصل بين الرادار بواسطة جهاز تحكم يلاحظ أن عودة الرادار من الطائرتين هي مسافة أفقية دنيا معينة بعيدًا عن بعضهما البعض، كما هو ملاحظ في نظام رادار تمت معايرته بشكل مناسب. تختلف المسافة الفعلية المستخدمة: 5 ميل بحري (9.26 كيلومتر) شائع في المجال الجوي للطريق، 3 ميل بحري شائع في المجال الجوي عند المستويات الأدنى. في بعض الأحيان، يمكن استخدام 10 NM، خاصة في المدى البعيد أو في المناطق ذات التغطية الرادارية الأقل موثوقية.
كمثال عملي للقواعد، يتم نشر قواعد إدارة الطيران الفيدرالية الأمريكية في أمر إدارة الطيران الفيدرالية رقم 7110.65؛ القواعد معقدة، وتسمح بمسافات فصل مختلفة (من 3NM إلى 10NM) اعتمادًا على الطائرة، والمسافة من هوائي الرادار، ونوع الرادار المستخدم، ومستوى الرحلة، إلخ.

### انخفاض الفصل
في بعض الحالات الخاصة، قد تقلل وحدات التحكم الفصل إلى ما دون الحد الأدنى المطلوب عادةً.

#### بالقرب من المطار
يعمل مراقبو المطارات أو «البرج» في الأبراج العالية ذات النوافذ الكبيرة التي تسمح لهم، في الطقس الجيد، برؤية الطائرة وهي تحلق بالقرب من المطار، ما لم تكن الطائرة على مرمى البصر من البرج (مثل طائرة هليكوبتر تغادر من منحدر منطقة). أيضًا، تميل الطائرات الموجودة بالقرب من المطار إلى التحليق بسرعات منخفضة. لذلك، إذا كان المتحكم بالمطار يستطيع رؤية كلتا الطائرتين، أو كلا الطائرتين يبلغان أنهما يستطيعان رؤية بعضهما البعض، أو أن تقارير الطائرات التالية يمكنها رؤية الطائرة السابقة، فقد يقلل المتحكمون من الفصل القياسي إلى ما هو كافٍ لمنع الاصطدام.
في إطار مشروع SESAR الخاص بها، تعمل المنظمة الأوروبية لسلامة الملاحة الجوية (Eurocontrol) على تحسين تراخي الفصل، وتقليصه من 3 إلى 2.5 nmi (5.6 إلى 4.6 كـم): أدت المحاكاة إلى زيادة الإنتاجية بنسبة تصل إلى 14٪ على مدرج زيوريخ 14، والذي لا يمكن أن يحتوي على أي مخرج عالي السرعة، مما أدى إلى إشغال مدرج أطول.

## التشابكات
التشابك هو حدث تتعرض فيه طائرتان أو أكثر لفقدان الحد الأدنى من الفصل. هذا في حد ذاته لا يشير إلى أن الطائرة معرضة لخطر الاصطدام. ومع ذلك، تم تعيين الحد الأدنى للفصل من أجل التخفيف من المخاطر، وبالتالي فإنه من المهم لوظيفة وحدة التحكم منع حدوث هذا الموقف. يتم اكتشاف التعارضات من قبل مساعدي البيانات، الذين يقومون بإبلاغ المتحكمين الفعليين بها؛ يقترح مساعدو البيانات كيفية حل النزاع، لكن المراقب غير ملزم باتباع الإرشادات المقترحة. يحدث التعارض عندما تنتهك المسافة بين الطائرات في الرحلة معيارًا محددًا، يُنظر إليه عادةً على أنه 5 أميال بحرية (9 كم) أفقي و / أو 1,000 قدم (300 م) من الفصل الرأسي. تحدد هذه المسافات المنطقة المحمية للطائرة، وهي مساحة من المجال الجوي المحيط بالطائرة لا ينبغي أن تتعدى عليه أي طائرة أخرى.

### التشابك المحلي
يحدث نزاع محلي إذا مرت طائرتان أو أكثر بنقطة معينة (في جميع الحالات تقريبًا بلدة معينة). يحدث تعارض محلي، إذا تم استيفاء أحد الشروط التالية على الأقل:
- المسافة في الوقت المناسب هي 4 دقائق أو أقل، و
- المسافة في الفضاء هي 30 وحدة طيران (أي 30 ميلاً بحريًا) أو أقل.

### التشابك المعاكس
يحدث تشابك معاكس إذا كانت طائرتان تحلقان باتجاه بعضهما البعض من اتجاهين متعارضين. بالنظر إلى المعلومات الموجودة على شرائط تقدم الرحلة، يمكن لوحدة التحكم اكتشاف تعارض معاكس عن طريق التحقق من:
- إذا كانت إحدى الطائرات تحلق من مدينة أ إلى مدينة ب وأخرى من مدينة ب إلى مدينة أ،
- إذا أدت مقارنات المسافة الزمنية للطائرة الأولى فوق المدينة (A) مع المسافة الزمنية للطائرة الأولى فوق المدينة (B) والمسافة الخاصة بالطائرة الثانية فوق المدينة (A) بالطائرة الأولى فوق المدينة (B) إلى فاصل 4 دقائق أو أقل في أي وقت خلال رحلاتهم، أو
- إذا كانت المقارنات بين الارتفاع الموضعي للطائرة الأولى فوق المدينة (A) مع ارتفاع المستوى الثاني فوق المدينة (B) ثم ارتفاع المستوى الثاني فوق المدينة (A) مع ارتفاع الطائرة الأولى فوق المدينة (B)، فقم بإعطاء فصل من 30 وحدة طيران (أميال بحرية) أو أقل في أي وقت أثناء رحلاتهم.

## روابط خارجية
- خطة العمل الأوروبية للحد من مخاطر التعدي على المجال الجوي، التي وافق عليها مجلس المنظمة الأوروبية لسلامة الملاحة الجوية (Eurocontrol) المؤقت في ديسمبر 2009